# 罗杰·克里斯蒂安
罗杰·克里斯蒂安（英語：Roger Christian，1935年12月1日—2011年11月9日），美国男子冰球运动员。他曾代表美国国家队参加1960年和1964年冬季奥林匹克运动会冰球比赛，其中1960年冬季奥运会获得一枚金牌。